# Municipio de Zapotitlán (Puebla)
El municipio de Zapotitlán es uno de los 217 municipios en que se encuentra dividido para su régimen interior el estado mexicano de Puebla. Se localiza en la parte sureste del territorio poblano, y forma parte de la región económica de Tehuacán. Su cabecera es la población de Zapotitlán Salinas.

## Geografía
El municipio se encuentra en el sur del estado de Puebla en la región Mixteca, tiene una extensión territorial de 430.678 kilómetros cuadrados y sus coordenadas extremas son 18°7′ - 18°25′ de latitud norte y 97°24′ - 97°41′ de longitud oeste. su altitud fluctúa entre los 1 200 y los 2 500 metros sobre el nivel del mar.
El municipio limita al noroeste con el municipio de Atexcal, al norte y al noroeste con el municipio de Tehuacán, al este con el municipio de San Gabriel Chilac y un pequeño sector del municipio de San José Miahuatlán y al sur con el municipio de Caltepec. Al suroeste y el oeste limita con el estado de Oaxaca, en particular con el municipio de Santiago Chazumba y con el municipio de San Pedro y San Pablo Tequixtepec.

### Orografía e hidrografía

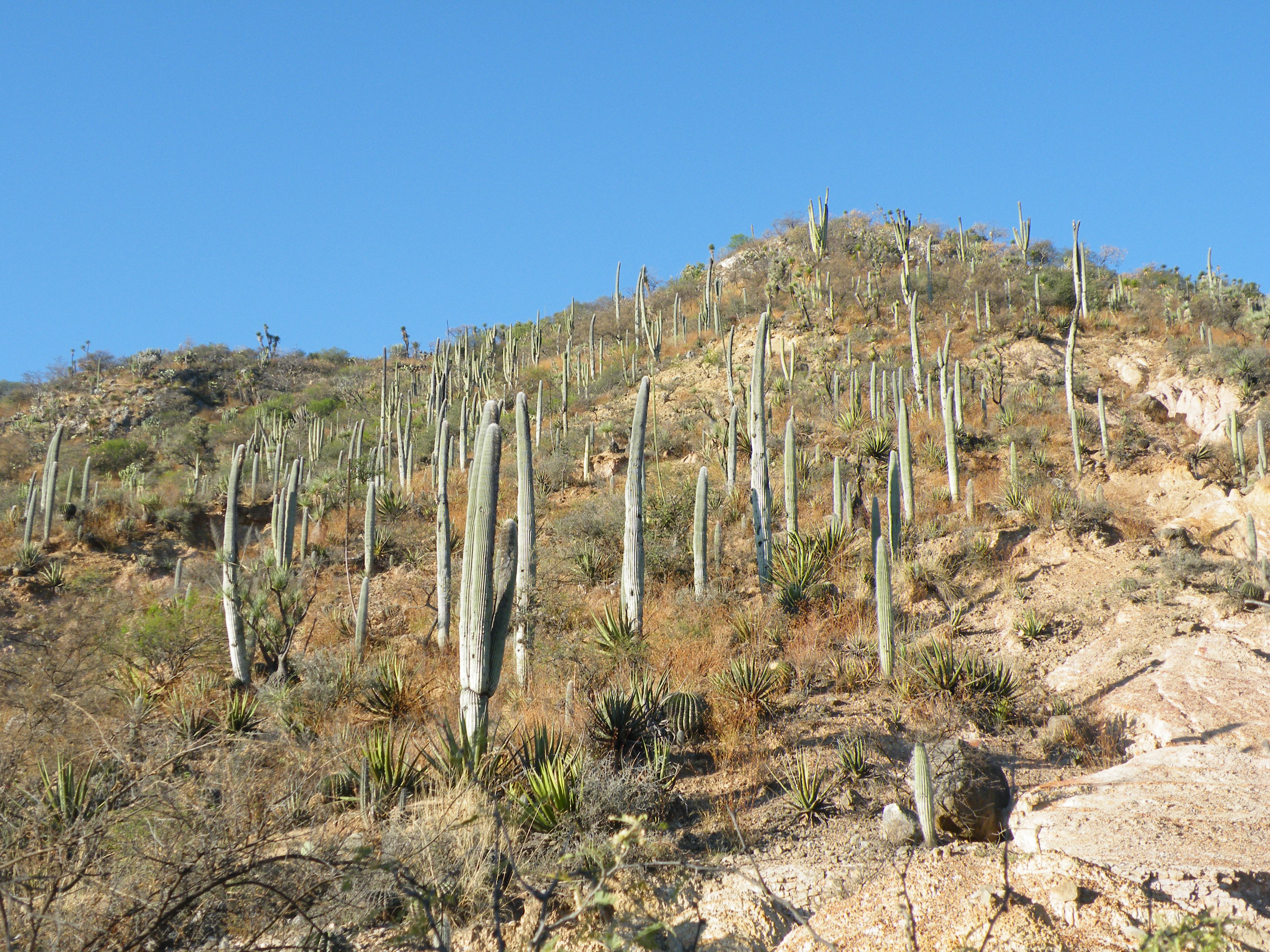
Entorno de orografía y vegetación del municipio de Zapotitlán.

El municipio ocupa una buena parte del Valle de Zapotitlán, que forma parte de la Sierra Mixteca del sur de Puebla. Otro rasgo importante del relieve de Zapotitlán es la presencia de la sierra del mismo nombre, que separa el valle de Tehuacán del valle de Zapotitlán. 
El territorio es surcado por el río Zapotitlán y sus afluentes, que forman parte de la gran cuenca del río Papaloapan que desemboca en el Golfo de México. A pesar del abundante caudal del Papaloapann en su curso bajo, la mayor parte de los afluentes de la cuenca alta son modestos, debido a la sequedad de las fuentes. El aluvión del Zapotitlán es de una alta salinidad, lo que ocasiona la formación de salinas naturales que fueron aprovechadas en tiempos prehispánicos por los habitantes del lugar. Por el suroeste del municipio, el declive del relieve favorece el desagüe natural hacia la subcuenca del río Acatlán, que forma parte de la región hidrológica del Balsas-Atoyac en la vertiente del océano Pacífico. 

### Clima y ecosistemas
El clima es cálido, con lluvias en verano. El ecosistema dominante es el Matorral espinoso. En las partes altas de la tierra la temperatura es menor que en el valle de Zapotitán.

## Demografía
De acuerdo a los resultados del Censo de Población y Vivienda realizado en 2010 por el Instituto Nacional de Estadística y Geografía; la población total del municipio de Zapotitlán asciende a 8 220 habitantes, de los que 3 712 son hombres y 4 508 son mujeres.

### Localidades
El municipio incluye en su territorio un total de 70 localidades. Las principales, considerando su población del censo de 2010 son:
| Localidad                   | Población |
| Total Municipio             | 8 220     |
| Zapotitlán Salinas          | 2 700     |
| San Antonio Texcala         | 1 328     |
| Los Reyes Metzontla         | 943       |
| San Pedro Atzumba           | 447       |
| Zaragoza                    | 351       |
| Colonia San Martín          | 317       |
| Estanzuela                  | 243       |
| Xochiltepec (San Francisco) | 200       |
| San Juan Raya               | 192       |